# Duladia
Duladia är en ö i Eritrea. Den ligger i den nordöstra delen av landet, 140 km nordost om huvudstaden Asmara. Arean är 8,3 kvadratkilometer.
Terrängen på Duladia är mycket platt. Öns högsta punkt är 14 meter över havet. Den sträcker sig 3,1 kilometer i nord-sydlig riktning, och 4,5 kilometer i öst-västlig riktning.